# 遠藤滝軌
遠藤 滝軌（えんどう たきのり、1916年〈大正5年〉7月5日 - 2001年〈平成13年〉11月5日）は、日本の男子重量挙げ選手。福島県双葉郡久之浜町(現 いわき市久之浜町)出身。
1937年から1947年にかけての全日本ウエイトリフティング選手権大会で51キロ級(のちにフライ級と改名)5連覇を達成した選手である。1949年にはバンタム級で優勝もしている。また、国民体育大会においては1946年の近畿国体と1947年の石川国体にフライ級、1949年の東京国体にバンタム級で優勝した。1980年モスクワオリンピック大会では、米国や日本などの西側諸国が参加をボイコットする中、審判として参加した。1987年、勲五等旭日双光章を受賞。